# 이강주 (배구 선수)
이강주(1983년 6월 30일 ~ )은 대한민국의 남자 배구 선수이며, 대전 KGC인삼공사의 코치이다.

## 선수생활
인창고등학교 시절에 186cm의 단신 공격수였다. 과거 여오현처럼 탄력이 좋은 공격수로 장래성을 높게 평가받았지만, 경기대학교로 진학 후 당시 이경석 경기대학교 감독은 그를 리베로로 전향시켰다. 이 때문에 팀을 무단 이탈한 적도 있었지만, 결국 입학 후 줄곧 리베로로 뛰었다.
2005-2006시즌 신인드래프트에서 2라운드 1순위로 대전 삼성화재 블루팡스에 지명되었다. 당시에는 최고의 리베로였던 여오현이 버티고 있었고, 공격수에는 배구도사라 불리는 석진욱, 손재홍이 버티고 있었기에 상무에 입대하기 전까지는 수비전문 선수로 경기에 출장하였다. 상무에서 제대한 이후에는 서울 우리캐피탈 드림식스의 전력보강 선수로 지명되어 이적하였다. 2012-2013시즌 종료 후 FA를 취득하여 친정팀인 대전 삼성화재 블루팡스에 복귀하였으나, 김강녕과 곽동혁에 밀려 거의 출장하기 못하였다. 그러나 곽동혁의 은퇴로 기회를 잡는가 했더니 이선규의 FA 반대급부로 부용찬이 지명되면서 다시 백업으로 밀렸다. 이러다 센터가 급했던 팀 사정상 안산 OK저축은행 러시앤캐시의 김규민과 사인앤트레이드로 안산 OK저축은행 러시앤캐시로 이적하였다. 2016-2017시즌을 보면 이 트레이드는 실패한 트레이드가 되었다. 그리고 이강주 선수가 안산 OK저축은행 러시앤캐시 코치로 임명되었다.
하지만 시즌 종료 이후 2020년부터 2022년까지 대전 삼성화재 블루팡스 코치로 이적하고 2022년부터 대전 KGC인삼공사 코치로 이적 되었다.